# Campionati europei di maratona canoa/kayak 2001
I Campionati europei di maratona canoa/kayak 2001 sono stati la 4ª edizione della competizione continentale. Si sono svolti a Győr, in Ungheria, tra il 14 e il 15 luglio 2001.

## Medagliere
| Pos.   | Paese       | Oro | Argento | Bronzo | Totale |
| ------ | ----------- | --- | ------- | ------ | ------ |
| 1      | Ungheria    | 3   | 4       | 0      | 7      |
| 2      | Spagna      | 1   | 2       | 0      | 3      |
| 3      | Italia      | 1   | 0       | 0      | 1      |
| 3      | Slovacchia  | 1   | 0       | 0      | 1      |
| 5      | Francia     | 0   | 0       | 1      | 1      |
| 5      | Norvegia    | 0   | 0       | 1      | 1      |
| 5      | Paesi Bassi | 0   | 0       | 1      | 1      |
| 5      | Rep. Ceca   | 0   | 0       | 1      | 1      |
| 5      | Polonia     | 0   | 0       | 1      | 1      |
| 5      | Svezia      | 0   | 0       | 1      | 1      |
| Totale | Totale      | 6   | 6       | 6      | 18     |

## Podi

### Uomini
| Evento    | Oro                                 | Perform. | Argento                                    | Perform  | Bronzo                                   | Perform. |
| Canoa C-1 | Radoslav Rus                        | 3h02'13" | Pál Pétervári                              | 3h02'39" | Pavel Bednar                             | 3h03'18" |
| Canoa C-2 | Ungheria Edvin Csabai Attila Györe  | 2h50'50" | Ungheria István Koncz Aron Gajarszki       | 2h53'33" | Francia Hervé Maigrot Zsolt Gilányi      | 2h55'29" |
| Kayak K-1 | Manuel Busto Fernández              | 2h36'04" | Attila Jámbor                              | 2h37'14" | Magnus Siverbrant                        | 2h37'46" |
| Kayak K-2 | Ungheria István Salga Attila Jámbor | 2h25'40" | Spagna Julio Martínez Gómez Rafael Quevedo | 2h25'50" | Paesi Bassi Dolph te Linde Edwin de Nijs | 2h26'06" |

### Donne
| Evento    | Oro                                  | Punti    | Argento                                | Punti    | Bronzo                                      | Punti    |
| Kayak K-1 | Elisabetta Introini                  | 2h54'08" | Mara Santos                            | 2h54'13" | Marianne Fjeldheim                          | 2h54'16" |
| Kayak K-2 | Ungheria Kornélia Szonda Renata Csay | 2h39'03" | Ungheria Orsolya Harkai Bernadett Hudy | 2h32'20" | Polonia Magdalena Sendal Barbara Przybylska | 2h34'27" |